# Abia
För andra betydelser, se Abia (olika betydelser).
Abia är en delstat belägen i Nigerdeltat i sydöstra Nigeria, i inlandet norr om Port Harcourt. Delstaten bildades 1991 och var tidigare en del av Imo. Delstaten har drygt 2,8 miljoner invånare, de flesta av igbofolket.
I delstaten idkas jordbruk med odling av taro, majs, ris och kassava för lokalt bruk. Man producerar även palmolja för export. Industrier i delstaten är livsmedels- och textilindustri samt kemisk industri.